# Madeira
Madeira (phát âm tiếng Bồ Đào Nha: [mɐˈðejɾɐ] hay [mɐˈðɐjɾɐ]) là một quần đảo của Bồ Đào Nha tọa lạc tại miền Bắc Đại Tây Dương, phía tây nam của Bồ Đào Nha. Tổng dân số ước tính năm 2011 là 267.785 người. Thủ phủ Madeira là Funchal, tọa lạc tại bờ nam của đảo chính.
Quần đảo này chỉ cách đảo Tenerife, quần đảo Canaria 400 kilômét (250 mi) về phía bắc. Từ năm 1976, quần đảo này là một trong hai vùng tự trị của Bồ Đào Nha (cùng với Açores tọa lạc ở phía tây bắc). Nó bao gồm đảo chính Madeira, đảo Porto Santo, và quần đảo Desertas, được quản lý cùng với quần đảo Selvagens.
Madeira được các thủy thủ Bồ Đào Nha phục vụ cho Hoàng tử Henrique Nhà hàng hải tuyên bố sở hữu từ năm 1419 và lập điểm định cư vào năm 1420. Nơi này được xem là lãnh thổ được khám phá đầu tiên trong thời kỳ khai phá của Bồ Đào Nha, kéo dài từ năm 1415 đến 1542.
Ngày nay, đây là một khu nghỉ mát quanh năm, với khoảng một triệu khách du lịch đến mỗi năm. Nó được biết đến với rượu vang Madeira, nền ẩm thực, giá trị lịch sử và văn hóa, hệ động-thực vật, phong cảnh và nghề thủ công.
Đây là quê hương của siêu sao bóng đá người Bồ Đào Nha, Cristiano Ronaldo.

Madeira
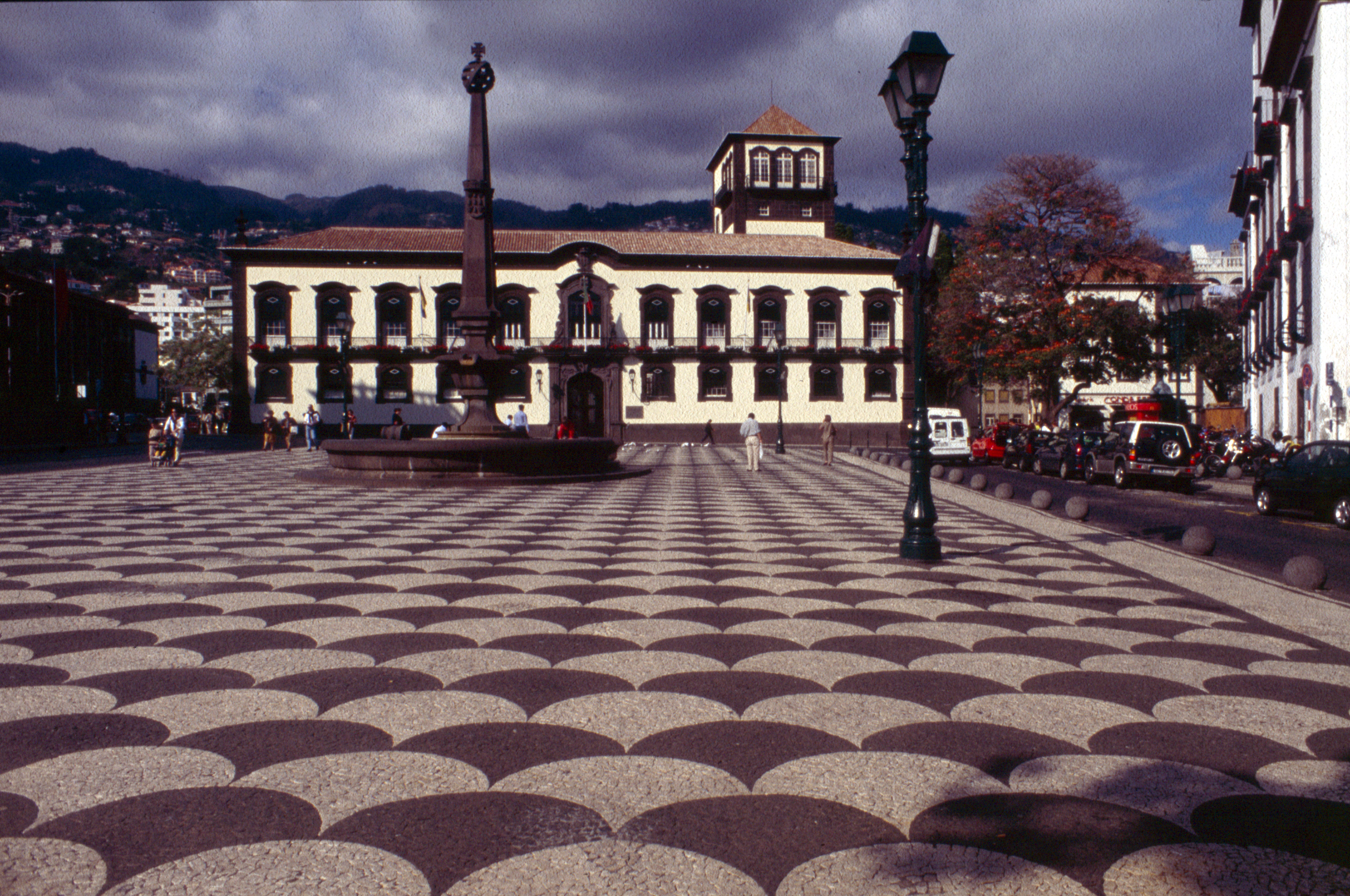
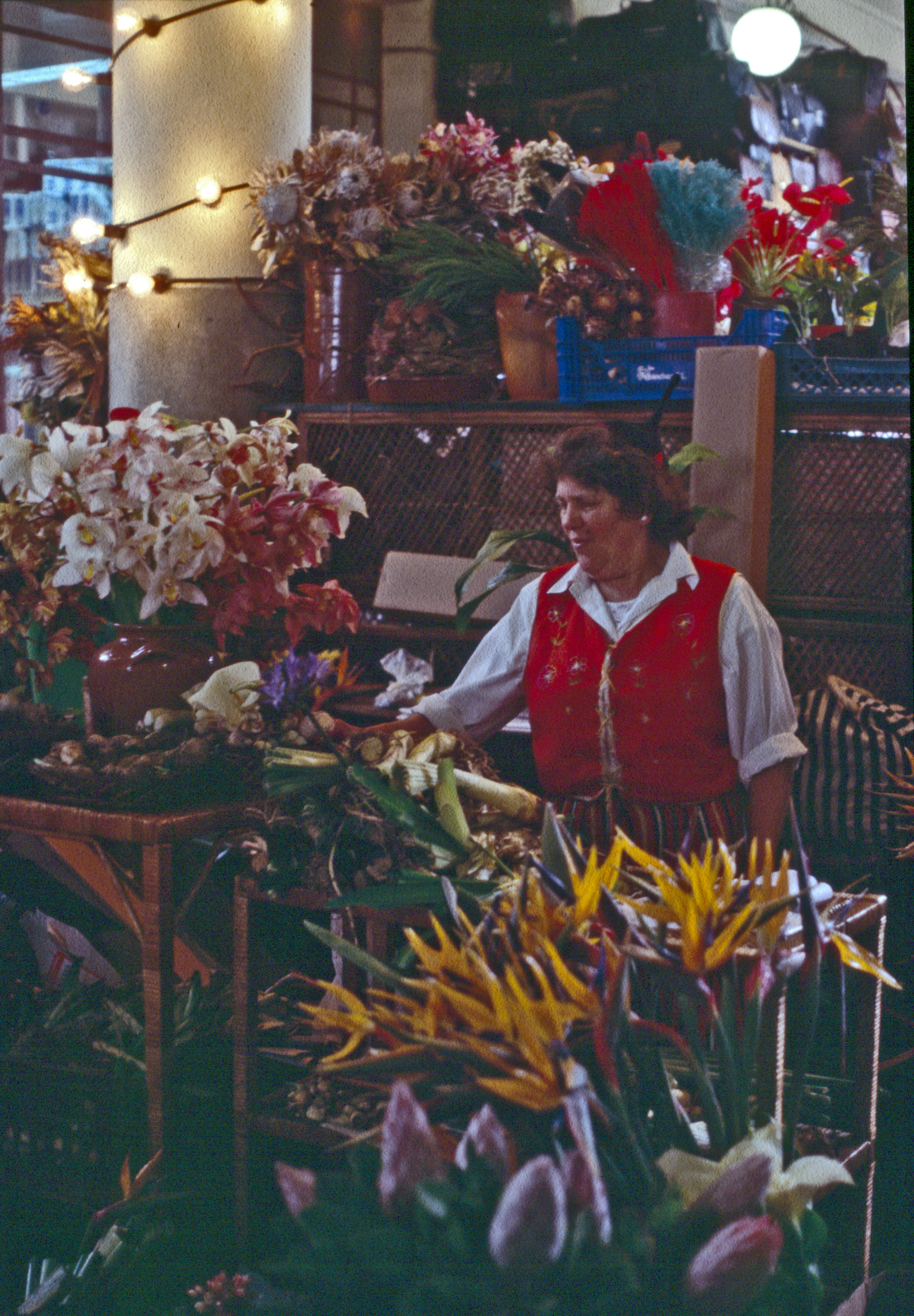
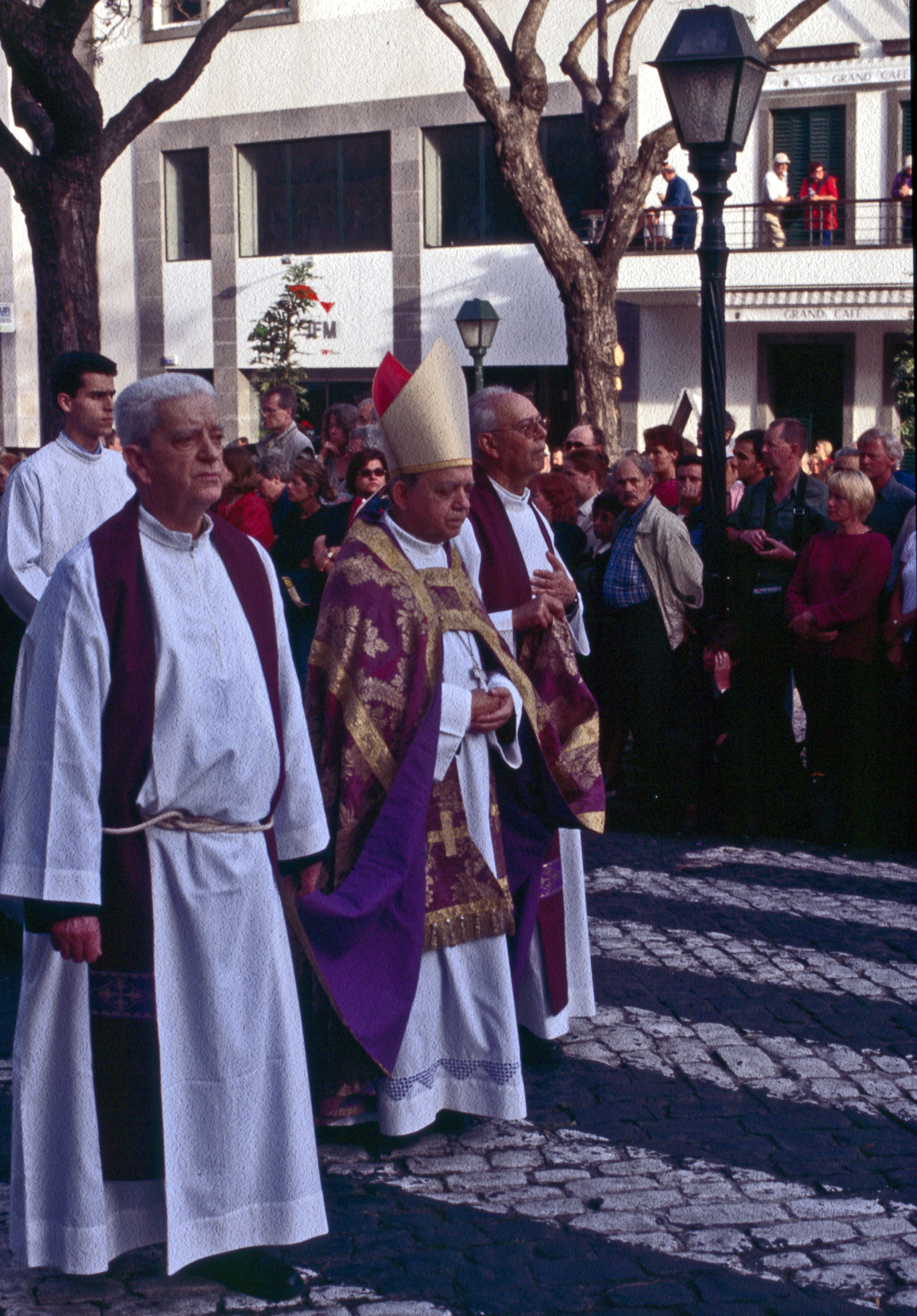
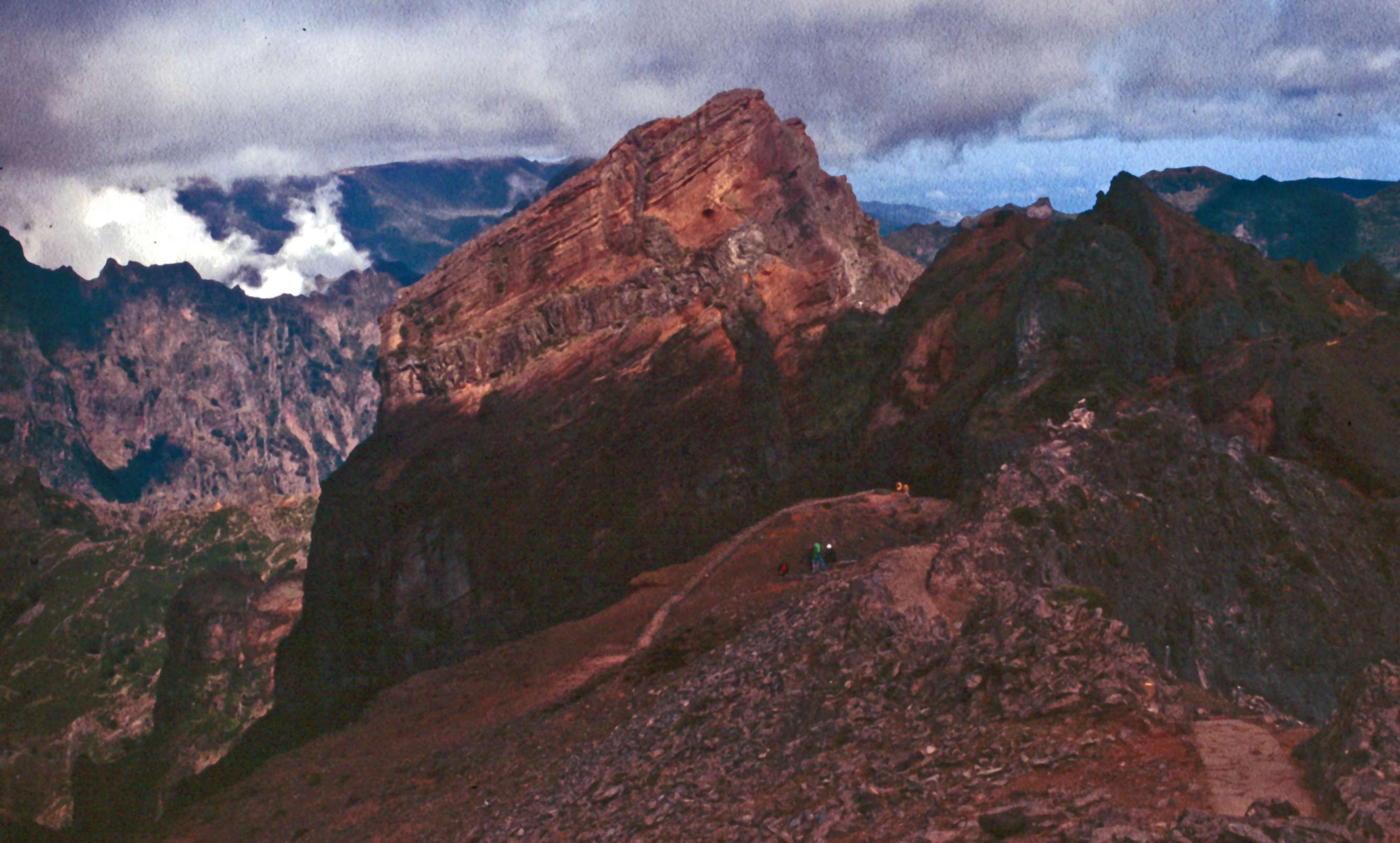
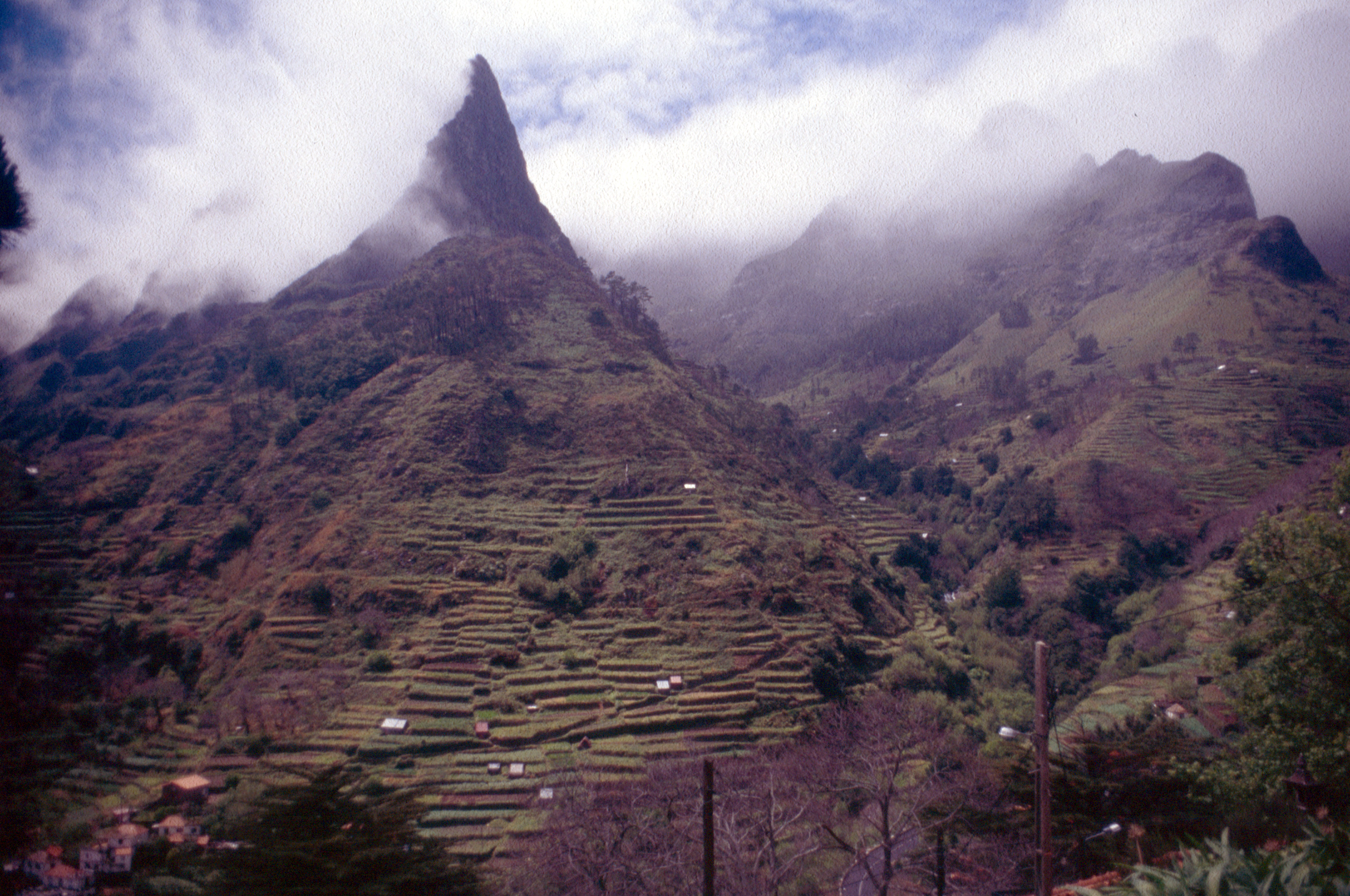
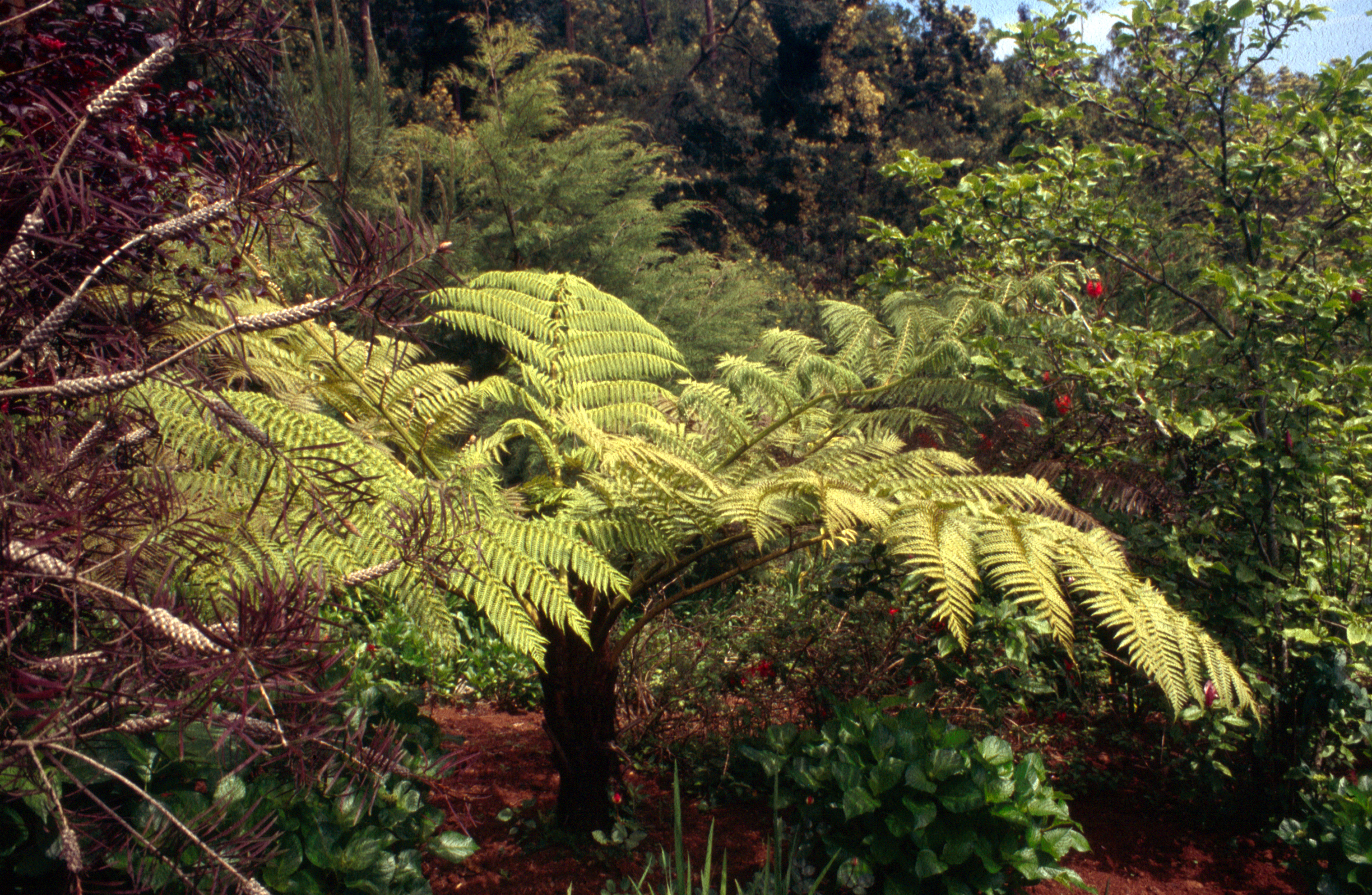
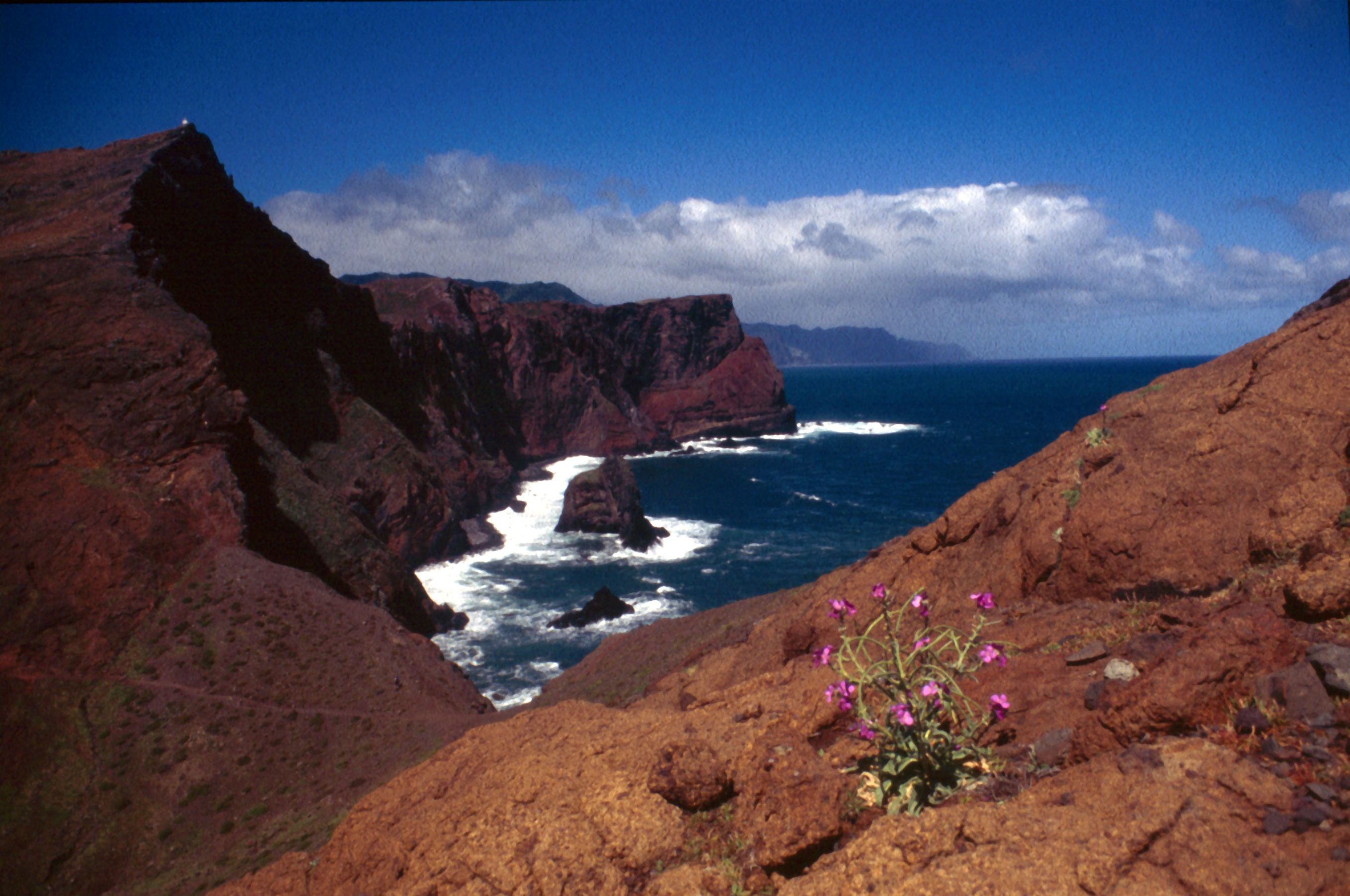